# Lagosanto
Lagosanto je italská obec v provincii Ferrara v oblasti Emilia-Romagna.
V roce 2014 zde žilo 4 956 obyvatel.

## Poloha
Sousední obce jsou: Codigoro, Comacchio, Fiscaglia a Ostellato.

## Vývoj počtu obyvatel
Zdroj: